# Caledoniscincus atropunctatus
Caledoniscincus atropunctatus е вид влечуго от семейство Сцинкови (Scincidae). Видът не е застрашен от изчезване.

## Разпространение и местообитание
Разпространен е във Вануату и Нова Каледония.
Обитава градски и гористи местности, градини и крайбрежия.

## Описание
Популацията на вида е стабилна.